# Jeanne Lombard
Pour les articles homonymes, voir Lombard.
Jeanne Lombard, née le 22 août 1865 au Grand-Saconnex et morte le 6 décembre 1945 à Corcelles, est une artiste peintre et sculptrice suisse.

## Biographie
Née dans un milieu social raffiné, Jeanne Lombard est la fille cadette d’un pasteur français. Juste après sa naissance, la famille Lombard déménage en France où sa mère meurt, laissant trois filles : Alice, Eugénie et Jeanne.
Encouragée par son père dans son talent et son goût pour le dessin, Jeanne Lombard commence en 1879 une formation chez le sculpteur-médailleur neuchâtelois Fritz-Ulysse Landry qui lui apprend le dessin d’exactitude. En parallèle, elle étudie le dessin et la peinture à l’atelier de Gustave Jeanneret, un paysagiste lui aussi neuchâtelois.
En 1890, Jeanne Lombard part pour Lyon se perfectionner dans l’atelier de Jean-Louis Loubet, peintre, qui l'aide à perfectionner sa technique du portrait. En 1895, sa formation la pousse à Paris à l’Académie Julian puis dans l’atelier de Marie-Krug-le-Fustec. Dès 1897, Jeanne Lombard s’intéresse aux huguenots et elle effectue plusieurs voyages dans les Cévennes.
De retour en Suisse, elle s’investit dans la Société romande des femmes peintres et sculpteurs, puis dans la Société Suisse des Femmes Peintres Sculpteurs et Décorateurs, notamment sa section neuchâteloise. En 1921, elle s’installe avec ses deux sœurs, Alice et Eugénie, à Corcelles (NE) dans une maison proche de la cure. Ces trois femmes vivent là en toute indépendance, aucune n’est mariée.
Jeanne Lombard meurt en 1945 d’une maladie pulmonaire mal soignée.
Sa production artistique s’étale de 1879 à 1945 et est exceptionnelle de par sa diversité et sa richesse. Jeanne Lombard conçoit la peinture comme un médium et non une fin, un outil pour dire la vérité et pour témoigner,.

## Galerie

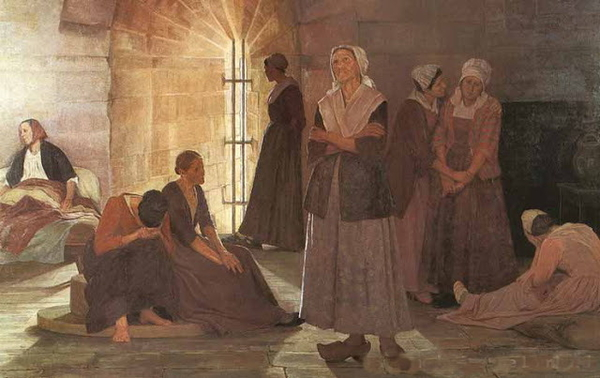
Prisonnières huguenotes à la Tour de Constance (1907) Collections du Musée du Désert
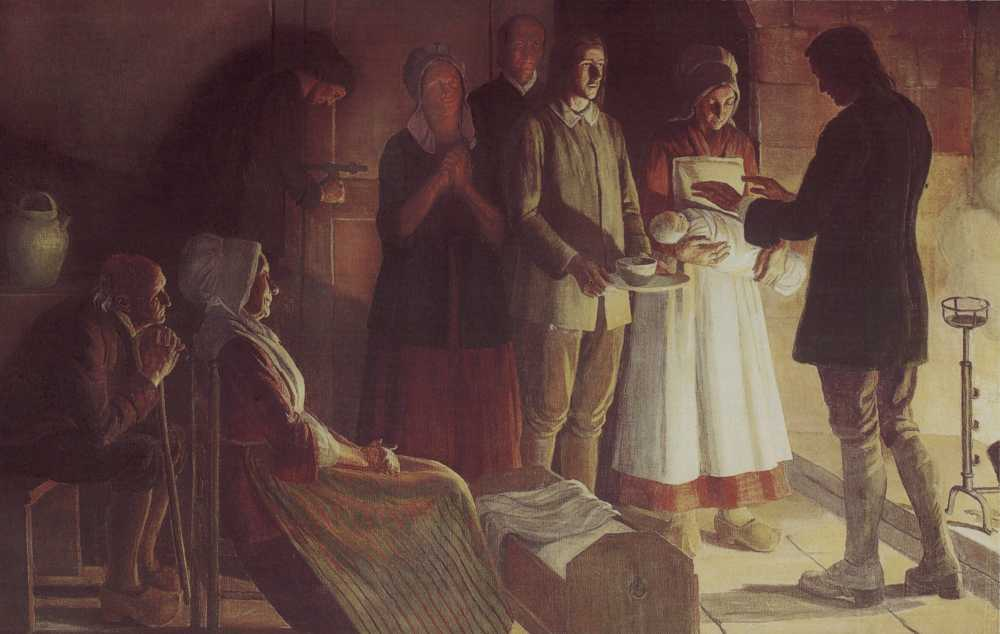
Baptême clandestin (1925) Collections du Musée du Désert
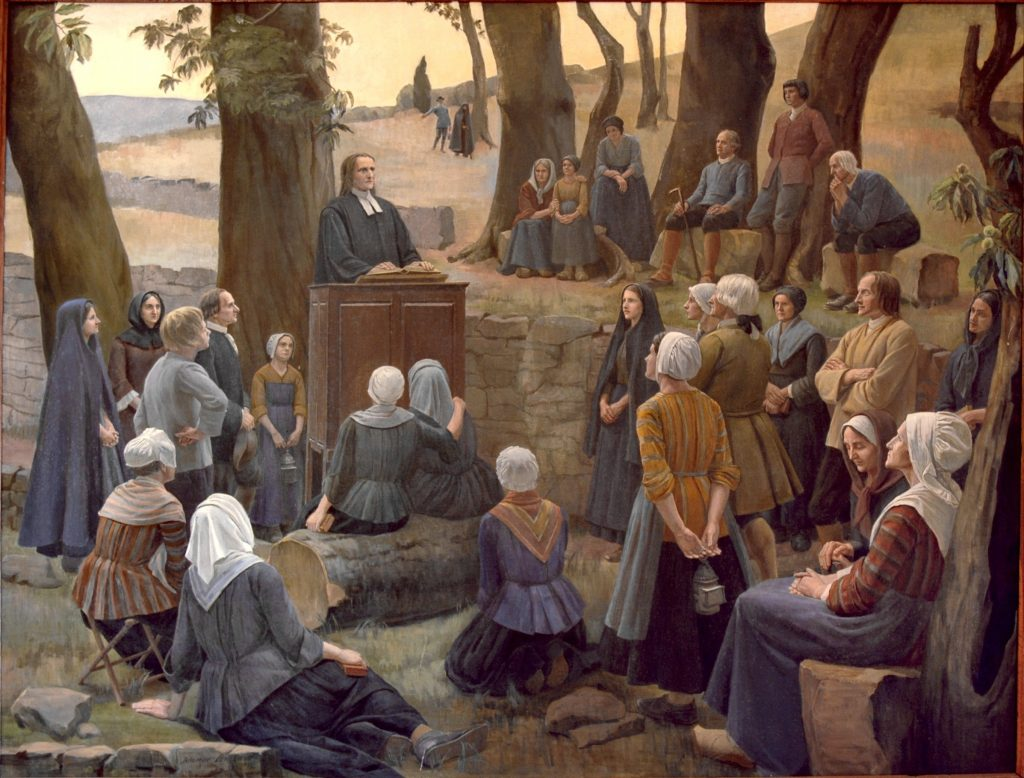
Assemblée au Désert (1934) Collections du Musée du Désert
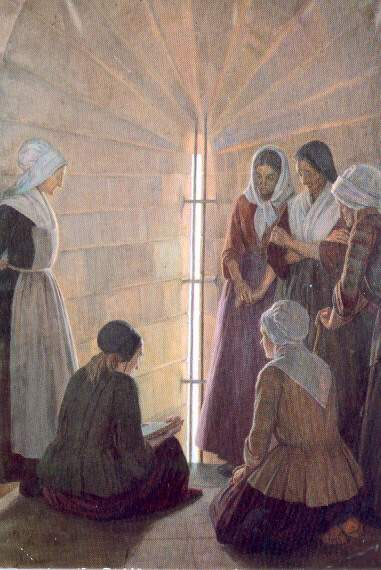
Les prisonnières lisant la Bible à la tour de Constance (1938) Collections du Musée du Désert